# Tetragnatha zangherii
Tetragnatha zangherii är en spindelart som först beskrevs av Lodovico di Caporiacco 1926.  Tetragnatha zangherii ingår i släktet sträckkäkspindlar, och familjen käkspindlar.
Artens utbredningsområde är Italien. Inga underarter finns listade i Catalogue of Life.